# Верелст, Корнелис

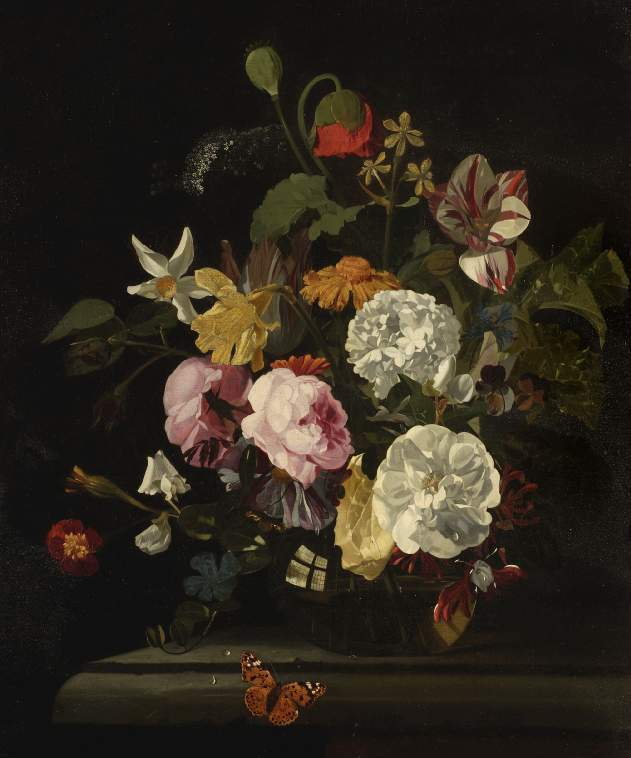
Натюрморт кисти Корнелиса Верелста. Музей Фицуильяма. Кембридж (Великобритания).

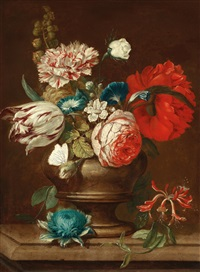
Натюрморт с цветами

Корнелис Верелст (нидерл. Herman Verelst; 1667, Амстердам — 1737, Лондон) — нидерландский живописец.

## Биография
Внук художника  Питера Верелста, положившего начало целой династии голландских художников. Сын живописца Германа Верелста.
Брат Марии Верелст.
Известный мастер натюрморта. Писал картины в стиле своего дяди Симона Верелста.